# 三井アウトレットパーク 札幌北広島
三井アウトレットパーク 札幌北広島（みついアウトレットパーク さっぽろきたひろしま）は、北海道北広島市にあるアウトレットモール。略称は「MOP札幌北広島」。

## 概要
三井アウトレットパークの9番目の施設として開業し、北海道の気候を考慮した三井アウトレットパーク初となるエンクローズドモール（屋内型モール）を採用している。高速道路や幹線道路からのアクセスが良く、札幌市中心部と新千歳空港の中間に位置しているため、日本国内はもとよりアジアをはじめとした外国人観光客の集客が多くなっている。

## 沿革
- 2009年（平成21年）：開発計画決定、着工[5]。
- 2010年（平成22年）：「三井アウトレットパーク 札幌北広島」開業[6]。
- 2013年（平成25年）：45店舗の入居を予定した第2期開発計画決定[7]。
- 2014年（平成26年）：第2期施設オープン[8]。

## 施設
日本国内外のブランドによるアウトレット・ショップはじめ、北海道の特産品や農産物を取り揃えた「北海道ロコ ファームビレッジ」、団体観光客対応スペースを設置しているフードコート、各種イベントを開いている「エルフィンコート」がある。
クローバー・モール
- 第1期施設であり、コンセプトは「TOWN」[1]。モール名は、北広島市のマスコット「エルフィン」が四つ葉のクローバーの形をしていることに由来する[1]。

メープル・モール
- 第2期施設であり、コンセプトは「COUNTRY」[1]。モール名は北広島市の木「カエデ」に由来する[1]。

## アクセス
北海道道1147号大曲工業団地美しが丘線（羊ケ丘通）、大曲幸通沿いに位置しており、国道36号（月寒通）からのアクセスも良い。向かいにインターヴィレッジ大曲、周辺にはコストコ札幌倉庫店やジョイフルエーケー大曲店などが立地している。札幌駅、大谷地駅、福住駅、北広島駅、新千歳空港からの直通バスがある。
- 北海道中央バス
  - 「三井アウトレットパーク前」バス停下車
  - 「三井アウトレットパーク入口」「大曲」バス停から徒歩約10分